# Kleifarvatn
Le Kleifarvatn est un lac situé sur la Reykjanesskagi, en Islande.

## Géographie
Il se trouve dans la partie sud de la péninsule, dans le fond d'un petit graben du Krýsuvík. Sa profondeur maximale est de 97 mètres.
Près du lac, à Krýsuvík, on trouve deux lieux à température haute (Seltún et un deuxième de l'autre côté du lac). Il est accessible par la route 42.

## Histoire
Après un tremblement de terre important en 2000, l'eau du lac commence à disparaître dans le sol, sa superficie diminuant alors de 20 % environ. Les failles s'étant partiellement obstruées depuis, le lac a retrouvé son niveau d'avant le tremblement de terre.